# スケッチブック (漫画)
『スケッチブック』は、小箱とたんによる日本の4コマ漫画。マッグガーデンの雑誌『月刊コミックブレイド』にて2002年4月号（創刊号）から連載を開始、同社のコミック誌が『月刊コミックガーデン』に一本化されてからも途切れることなく継続連載され、2019年7月号で完結した。また、『スケッチブック出張版』として、『コミックブレイドMASAMUNE』にも掲載されていた。普段は4コマ漫画だが、まれにコマ割漫画も掲載されることがある。『スケッチブック 〜full color's〜』のタイトルで、テレビアニメが2007年10月1日から同年12月24日までテレビ東京系で放送された。同社ウェブマンガサイト・MAGCOMIでも配信されていたが、2021年現在では一部のみの公開となっている。

## 概要
高校に入学した梶原空はどのクラブに入るか迷っていたが、見学に行った美術部に半ば無理やり入部させられてしまう。大宰府市を舞台に、個性的な美術部員たちの時にまったり、時にドタバタする日常を描いている。何本かの4コマにわたって展開されるストーリーもあるものの、基本的に1本の4コマ内で完結する。また、本作ではネコなど、数多くの動物が登場し、コマ割漫画ではこのネコ達をメインキャラクターとしたエピソードも存在する。
原作者の小箱が実際に体験した出来事をもとにしたネタも多い。

## 登場人物

### 1年生部員
梶原 空（かじわら そら）
声 - 花澤香菜
本作の主人公。身長155cm。2月4日生まれ、A型、視力2.0。ストレートのロングヘア。1年2組。
連載開始当初は寡黙であまりしゃべらなかった。漫画では、台詞に吹き出しが使われていない。身振り手振りで意思表示をすることもある。ただし、空閑相手では長々と?喋ることもある。その後、口数は増えていき、次第に吹き出しで表現されないだけで普通に喋るようになっていった。性格はいわゆる「天然ボケ」であり、常にマイペース。また、初期の人見知りは完全に影を潜めふてぶてしくなり、時にやさぐれている。しばしば他の登場人物から「自由」と称される。ちょっとしたことや見慣れたものをきっかけに、しばしば空想を働かせる。また驚いたときや独特のポーズを見せるときなど、時おりオーバーなしぐさを見せることがある。歩くことが好きで、足は強い。また、街中の猫を観察したり、餌をあげたりすることも多い（ただし、賞味期限切れの場合が多く、生のイカなど猫によくないものも与えたりしている）。
麻生 夏海（あそう なつみ）
声 - 中世明日香
身長158cm。10月3日生まれ、O型。セミロングヘアを、左右で2つにまとめている。1年1組。空を誘って美術部を見学、入部した。
とても快活で、博多弁を話す。新しい話題やアイディアを持ち出すなど、空や葉月を引っぱっていく役回りを務めることもある。好きなものはマペット作りで、多くのマペットを所有している。「クロ」という名前の犬を飼っている。いとこの上野彩雲は美術部出身のOB。
鳥飼 葉月（とりかい はづき）
声 - 牧野由依
身長154cm。5月17日生まれ、B型。黄色のショートヘア。おでこが広い。1年4組。美術部の1年生としては3番目に入部した。美術部の先輩からは「鳥ちゃん」と呼ばれることが多い。
あまり口数は多くない。学校が実家から遠いため、1人暮らしをしている。そのため、かなり貧乏性なところがあり、些細なことでも節約、倹約出来ないかと考えてしまう。私服で外出するときは帽子をかぶることが多い。口座を持っているながねこ銀行のマスコット「ふくだとくのすけ」（モデルは福岡銀行の「得田福之助」〈とくだ ふくのすけ〉）がお気に入り。
ケイト
声 - 後藤邑子
身長156cm。9月1日生まれ、B型。苗字は不明。金髪、ストレートのロングヘア。1年10組。
空たちが入部してからしばらくして美術部に入部した。明るく快活な性格で、時おり勢いのあるボケを見せる。カナダ出身の外国人だがそれなりに日本語もでき、一部の日本語に関しては日本人以上に詳しいこともある。そのため、劇中ではケイトと日本語および日本文化を絡めたエピソードが頻繁に登場する。「ぶち」という名前のペルシャ猫を飼っている。

### 2・3年生部員
空閑 木陰（くが こかげ）
声 - 斎藤桃子
身長140cm。12月19日生まれ、B型。セミロングを後ろで1つにしばっている。おでこが広い。2年10組。「空閑っち」と呼ばれることもある。
基本的にポーカーフェイスであるが、しばしば瞳の形によって感情表現が行われるほか、真砂に笑顔が作れないことを指摘されたのを受けて特訓し、笑顔を作ることが出来るようになった。口数は少なめであるが、人を煙に巻くような言動を取ることが多い。その摩訶不思議な言動で周囲のものを戸惑わせる。モズや心霊現象のたぐいを苦手としており、そういったものを前にすると表情が変わる。「ユタンポ」という名前の猫を飼っている。作者によると「変人を演じているが、演じるのが普通になっている人」とのこと。
佐々木 樹々（ささき じゅじゅ）
声 - 近江知永
身長176cm。6月6日生まれ、AB型。ウェーブのかかったロングヘアを後ろで1つにしばっている。線目。2年6組。しばしば「ささっさん」と呼ばれる。
忘れっぽい性格で、空とはまた違ったタイプの「天然ボケ」である。その度合いは空を上回るとも。しばしば自覚なしに、真顔でのボケを見せる。趣味は音楽で、ギターが得意である。音楽の好みはマイナーなものが多い。渚と特に仲が良い。毛虫が大の苦手。渚とは時おり一緒にカレー作りの日を開いている（アニメ版では料理を苦手にしている設定になっており、第6話の合宿で渚と共に夕食係としてカレーを作ろうとしたが失敗した）。
栗原 渚（くりはら なぎさ）
声 - 田村ゆかり
身長147cm。7月7日生まれ、AB型。くせの強いショートヘアで、触角のような毛が常に2本飛び出している。2年6組。樹々からは「栗ちゃん」と呼ばれる。
自然が好きで、頻繁に山や川へと出かけている。また動植物の知識が豊富で、実地での経験に加え図鑑に載っているようなことであれば大体知っている。ただし、学生ゆえ実際に動植物に接する経験にも限界があり、図鑑に載っていない初めて遭う虫を前にして戸惑うこともある。自然以外に、雑学全般についても豊富な知識を持っている。樹々と特に仲が良い。女性相手でも下の名前に「〜くん」を付けて呼ぶ。樹々とは時折一緒にカレー作りの日を開いている。
神谷 朝霞（かみや あさか）
声 - 小清水亜美
身長162cm。2月19日生まれ、A型。薄いピンクの髪を後ろで1つにしばっている。前に2〜3本のはねた毛がある。2年2組。
工作が大好きで、周りにあるあらゆる物を使って役に立たないものを制作している。明るい性格で、イタズラ好きでもある。細身であるにもかかわらず、部長をも凌ぐ力持ちである（部長でも開けられなかったビンのフタを開けたりできるが、大きい彫像など重量物の運搬には向いていない）。両親はおらず、兄・雷火と姉・雪花との3人暮らしである。神谷家では夕食の買い物などを担当している。家族を含め誰に対しても敬語を使う癖がある。学校へは自転車で通学している。4巻で猫の「クマ」を拾い、家で飼うようになった。
涼風コンビ
田辺涼と氷室風の2名。大抵一緒に行動しているので、こう呼ばれている。アニメでは幽霊部員気味に描かれている（部活には気が向いた時にしか参加しないなど）。なお、作者は読みを特に考えておらず「すずかぜコンビ」「りょうふうコンビ」のどちらで読んでも構わないと述べている。なお、テレビアニメ中では「りょうふうコンビ」と呼ばせている。
登場時はたいてい掛け合いや漫才をする。単行本あとがきのナビゲータでもある。美術部顧問の朝倉そよぎ先生とは彼女が舞台となる学校に赴任してくる前からの知り合いであり、“師匠”と慕っている。勉強は出来る方なのだが、テストでは解答でボケるため成績は良くない。
田辺 涼（たなべ りょう）
声 - 浅野真澄
身長158cm。12月20日生まれ、B型。茶髪のボブで毛先が左右に広がった髪型。2年1組。
風と顔は似ているが、瞳の色が茶色。時折、単独で登場する。
氷室 風（ひむろ ふう）
声 - 桑谷夏子
身長158cm。12月21日生まれ、血液型はB型。黒髪のロングヘア。2年1組。
涼と顔は似ているが、瞳の色が黒。またごく初期には会話に博多弁を使用していた。涼と違って単独で登場することはほとんど無い。
大庭 月夜（おおば つきよ）
声 - 能登麻美子
身長162cm。11月13日生まれ、B型。黒いボサボサのショートヘアで、前髪を垂らしているので目が隠れている。2年9組（ただし、本編中では自己紹介で「2年8組の大庭月夜」と名乗っていたり、星占いでおうし座（4月20日-5月21日）を調べていたりと矛盾点が多い）。
樹々から「大庭っち」と呼ばれたことがある。美術部員だがほとんど活動しておらず、そのため部長と空閑と空以外の部員はもとより顧問の春日野先生にすら名前を忘れられている。前髪が邪魔なときなどは全て跳ね上げて後ろで縛っているが、あまりのイメージの変化に余計に周りから気付かれなくなってしまい、（時おり部活動外で行動を共にすることのある）空閑にすら一瞬気付かれなかった。
根岸 大地（ねぎし だいち）
声 - 下野紘
身長165cm。5月14日生まれ、O型。2年10組。木陰からは「ちゃん」付けで呼ばれることがある。
比較的快活だが、短気で怒りっぽい性格である。その一方で、困っている者に対しては気配りを見せることもある。しばしば木陰や朝霞のからかいやイタズラの対象となる。怪獣が好きで、オリジナルの怪獣を考え出している。犬が苦手だが、ある日美術部が野外で活動をした際に野良犬に懐かれたため、その犬を「犬男」（いぬお）と名付け飼い始める。アニメ版では「みなも」という、中学1年生の妹が登場している（後に原作にも登場）。
須尭 雨情（すぎょう うじょう）
声 - 田坂秀樹
身長182cm。9月9日生まれ、O型。樹々と同じく線目。3年7組。美術部の部長で、部内で唯一の常識人。
部員たちや先生の個性的な言動の相手役を務めることが多い。あまり笑わないが、かわいい猫に触れると極上の笑みを浮かべる。幅広い知識を持っており、ケイトと英語で会話できるほどの英会話力がある。

### 先生
春日野 日和（かすがの ひより）
声 - 広橋涼
身長163cm。7月31日生まれ、B型。年齢不詳。髪型は黄色のショートボブ。美術教師であり美術部顧問。
明るくにぎやかな性格であるが、あまり教育熱心ではない。ピーちゃんという名前のニワトリを飼っており、学校へも連れてくることがある。また、車内にはニワトリグッズを揃えており、ニワトリ好きであることを明言もしている。ただし、焼き鳥（炭焼き）も好きと言っている。美術準備室にテレビや冷蔵庫など、さまざまな私物を持ち込んでいる。石膏像をよく割る。ブルータスの石膏像を割った際には、空閑から「ブルータス、お前もか」と茶化された。車を運転している最中のネタがしばしば登場するが、サイドブレーキをかけたまま走るなど、運転技術はかなりアバウトである。
朝倉 そよぎ（あさくら そよぎ）
身長162cm。12月10日生まれ、A型。美術部顧問。24歳。美術部に後からやってきた2人目の美術部顧問。
切り揃えたショートヘアーが大きく扇状に広がっている髪型。特技は手品で腹話術やトランプ投げも得意。居眠りをすることが多く、どこででも眠ってしまう。涼風コンビとは舞台となる学校に赴任してくる前からの知り合いで、2人からは「師匠」と慕われている。クルルという名前のハトを飼っている。アニメ版では最終回のエンディングテーマ中のみ登場した。

### その他
梶原 青（かじわら あお）
声 - 大原さやか
身長152cm。3月30日生まれ、O型。13歳。空の弟。姉とは違い常識人で、頼りない姉の面倒を見ている。テレビゲームが趣味である。
梶原 畦道（かじわら あぜみち）
身長166cm。7月21日生まれ、A型。48歳。空と青の父親。庭いじりと散歩が趣味で、ハイペースなもの全般が苦手。
上野 彩雲（うえの さいうん）
身長174cm。6月22日生まれ、A型。20歳。夏海のいとこで美術部のOB。無精髭や服装など、ややだらしない外見。同窓生の柴田とは知り合いである。釣りが趣味である。北九州方面の方言で話す。
柴田 真砂（しばた まさご）
身長165cm。8月8日生まれ、A型。髪はショートヘア。20歳。美術部のOG。大きなメガネをかけている。美術部にたびたび訪れており、空閑木陰と仲が良い。上野とは同期である。北九州方面の方言で話す。
神谷 雪花（かみや せっか）
声 - 清水香里
身長163cm。1月9日生まれ、B型。20歳。朝霞の姉。落ち着いた性格で、大雑把な朝霞の行動にしばしば冷静にツッコミを入れる。神谷家では調理担当。上野と柴田とは高校の同級生である。
神谷 雷火（かみや らいか）
声 - 大原崇
身長177cm。4月4日生まれ、O型。23歳。朝霞の兄。美術部ではなく、美術の知識はないが春日野先生とは面識がある。穏やかな性格でのんびりとした性格だが、妹の朝霞同様、天然で忘れっぽい性格。
霧島 渓（きりしま けい）
身長158cm。2月22日生まれ、A型。空と仲の良いクラスメイトで帰宅部。勉強は得意ではない。授業は音楽が得意で、趣味はDTMの作曲。
小木 高嶺（おぎ たかね）
身長148cm。12月11日生まれ、A型。空と仲の良いクラスメイトで帰宅部。マイペースな性格だが、理知的で面倒見の良い優等生。夏海と合同体育の授業を一緒に受けている。
ちなみに高嶺と空、渓の3人は出席番号が連なっているのか、単行本4巻で避難訓練の際、空の前後にまだ正式に登場する前の高嶺と渓が描かれている。また、高嶺と渓は帰宅部でありながら、美術部に入り浸るようになったため部員と勘違いされることも少なくない上、夏海と葉月を差し置いて「1年生コンビ」として定着してしまった。
コンビニ店員
1巻から出てくるが登場は極稀。アルバイトで稼いだお金でハロゲンヒーターを買っている所が確認されている。
根岸 みなも（ねぎし みなも）
声 - 日笠陽子
身長139cm。7月16日生まれ。B型。13歳。大地の妹。中学1年生。いつもデジタルカメラを持ち歩いていて、日常の何気ない風景を撮影して回っている。快活で人懐っこい性格であるが、口を滑らせて怪訝がられることもある。もともとアニメ版オリジナルキャラクターであり、第1話からしばしば空の前に現れるが、第10話で正体が明らかになるまではエンディングテロップで「謎の少女」と表記されていた。大地とは、兄妹である事が判明する前にも何気なくツーショットで登場するカットがあったり、兄妹の会話と思しき電話のシーンがあったりと、それとなく伏線らしい物が張られていた。また、その身長や容姿から小学生と思われることがある。アニメ化に際し原作者がラフデザインを行った。アニメ終了後2年以上経て、なんの脈絡もなく突然原作にも登場した。原作ではすっかりふてぶてしくなった空から「みなもん」と呼ばれている。コミックガーデン移籍後はすっかりレギュラー化し、11巻ではついに表紙の座を射止めた。登場キャラクターの中では貴重なミニスカート着用者だが、4コマではバストアップばかりなので目立たないとのこと。
弥生 ゆうこ（やよい ゆうこ）
声 - 大原さやか
アニメ版オリジナルキャラクターであるが、原作でもモブキャラとして登場する。空たちの住む町でアルバイトをしている大学生。主に飲食店で働いている。本格的に登場したのは最終回のラストシーンである。その後原作に久々に登場した際には、みなもに同じく空のアニメとのキャラの違いに面食らっている。

### 猫（ショートコミック登場）
ミケ
声 - 金田朋子
雌の三毛猫。野良。鳴き声はか細い。目つきが悪く、付近の野良ネコたちを牛耳っている……と言われているが、その割に威厳は全く無い。ネコ同士の会話では日本猫語（ネコの言葉における日本語）の博多弁を喋っており、主にツッコミ役を勤める。一方で、ハーやクマの言葉を真に受ける天然でもある。マジックを口にくわえてひらがなや漢字を書くことができる。アニメ版ではたまに学校に現れる。
モデルとなった猫の写真が単行本第1巻のカバー折り返しに掲載されている。
ハー
声 - 伊藤静
雌のトラネコ。目が濃い。ハーと鳴く。高いところが苦手だったが最近克服した。ネコ同士の会話では語尾に「にゃ」のつく日本猫語（人間から餌をもらいやすくするための意図的なもの）と外国猫語（ネコの言葉における英語）を喋っており、外国猫語はぶちと対等に喋れるほどに使いこなすバイリンガル。ミケに比べると冷静な態度が目立つ。また、オーバーアクションをとったミケに突っ込みを入れる役でもある。
モデルとなった猫の写真が単行本第2巻のカバー折り返しに掲載されている。
ぶち
声 - 斉木美帆
ケイトの飼い猫で、雄のペルシャ猫。ネコ同士の会話では外国猫語（ネコの言葉における英語）を喋っている。よく道に迷っており、福岡県金田町（かなだまち - 飼い主のケイトの出身地＝カナダつながり?）を探している。
クマ
声 - 中田譲治
雄の猫。頭が大きく顔のパーツが中心に寄っている（極端な長毛であるがゆえに顔が大きく見える）。物知りでやたら尊大。体格に似合わずミケよりも身軽である。ネコ同士では日本猫語を喋っている。マジックを口にくわえてひらがなや漢字を書くことができる。飼い猫に憧れていて、「おシャレな首輪をしたい」と言っていたが、4巻で朝霞に拾われ、神谷家の飼い猫となる。
モデルとなった猫の写真が単行本第3巻のカバー折り返しに掲載されている。
単行本第3巻のあとがきで涼風コンビに「顔のついたオムライス」と呼ばれたが、これは実際に作られ、その写真が単行本出張版のカバー折り返しに掲載されている。
グレ
声 - 大原さやか
雄のトラネコでミケの子。野良だが、一時首輪がついていたことがある。人なつっこく、あまり強くない。まだ若く他の猫よりも少し小柄。ネコ同士の会話では「にゃあ」としか喋れず、文字も書くことはできるが「にゃあ」のみである。同じく「にゃあぅん」等としか喋れない飯ごう（ミルク）とのみ意思の疎通が可能。
モデルとなった猫に似た猫の写真が単行本第4巻のカバー折り返しに掲載されている。
ニセ（ミケ2世）
梶原家の付近に近頃現れるようになった三毛猫。ミケよりも器量よし。常識猫（じん）で礼儀は正しい。「ミケ2世」の呼び名から、猫たちからは「ニセ」と呼ばれるようになってしまった。
ウー
秋になって空が出会った虎猫。なでた時の鳴き声から空が名付けた、猫（ひと）呼んで「片耳のウー」。右耳が欠けているが、その理由はあわびを食べたからだという。各地でボス猫に勝負を挑みながら旅をしている。
モデルとなった猫の写真が単行本第5巻のカバー折り返しに掲載されている。
タマ（ミケ3世）
梶原家の付近に新たに現れた三毛猫。ネコ同士の会話では無表情で物騒なことを口にする、人を食った性格。ハーと同じく「にゃ」のつく日本猫語で喋る。
空から「ミケ3世」の名前を与えられていたが、三毛猫が多くて紛らわしいとされ、丸い顔をしていることから、クマに「タマ」と命名された。
モデルとなった猫の写真が単行本第8巻のカバー折り返しに掲載されている。
ドク（ミケ4世）
梶原家の付近に新たに現れた三毛猫。小柄で左目が開かない。鋭い目つきをしたしっかりもので義理堅い性格。
空から「ミケ4世」の名前を与えられていたが三毛猫が多くて紛らわしいとされ、独眼竜から、クマに「ドク」と命名された。その事に対して片目の野良猫である自分とでも、他のネコと同じように接してくれた、空の付けてくれた名前である事を理由に一旦は「ミケ4世」を名乗り続けようとしたが、空ですら自分に命名した名前を覚えていなかったことから「ドク」の名を受け入れる。
モデルとなった猫の写真が単行本第7巻のカバー折り返しに掲載されている。
飯ごう（ミルク）
梶原家に居着いた白と黒のブチ猫。雄。実はハーさんの子供。よくしっぽを振る。「クシロ」等様々な名前を提案され、一時は「ミルク」という名前に落ち着くも、梶原家に住み着くうちに太っていってしまい、その顔の形が飯ごうに似ていることから、空によって「元の体型に戻るまで名前を飯ごうに改める」とされ、以降飯ごうと呼ばれるようになった。ネコ同士の会話では「にゃあぅん」等としか喋れず、同じく「にゃあ」としか喋らないグレとのみ意思の疎通が可能。
モップ・小木・もじゃりん
小木家の飼い猫。クマをはるかに凌ぐほどに大型のメインクーン。性別不明。高嶺はモップと呼んでいるが、空に一刀両断され、渓からは「もじゃりん」への改名を提案され、今更変えられないと渋った高嶺への折衷案として空が繋げることを提案、結果、「モップ・小木・もじゃりん」と言う名前に落ち着いたが、モップ自身は言いづらいらしく、ミケ達に名乗ろうとする度に噛んでしまう。大柄の割にはネコ社会における新参であることは自覚しているのか礼儀正しい。口調は丁寧語で、時折語尾に「にゃ」が入る。

### その他の動物
ピーちゃん
声 - 斎藤桃子
春日野先生の飼っているニワトリ。先生がしばしば学校にも連れてくる。ヒヨコの時にピーピー鳴いていたのがその名の由来。春日野先生が鶏を食べるか、食べたいといったニュアンスの発言をすると、離れた場所であっても一瞬固まるリアクションを取る。
クロ
声 - 下野紘
夏海の飼い犬。何をしてもすぐ飽きる。怠惰な性格だが、散歩になると落ち着きが無く、しばしばドジを踏み、夏海からは「バカ犬」扱いされている。
ユタンポ
木陰の飼い猫で、主人思いのけなげなネコ。登場するネコの中ではモデルが存在しない数少ないネコである。
犬男（いぬお）
声 - 能登麻美子
大地の飼い犬。口は三角形をしている。鳴き声は「わふ」。元は野良犬だったが美術部が野山に野外活動しに行った際に大地に懐き、そのまま飼われることになる。大人しい性格で表情が読めない。
クルル
朝倉先生の飼っているハト。彼女の手品のネタに使われることが多い。飼い主に似て、よく居眠りをする癖がある。
ララ
栗原渚のペットのネズミ。『月刊コミックブレイド』第11話の扉絵に名前と顔だけは登場していたが、本編で初登場をしたのは第67話。
シロ
性別不詳の白い猫。野良。とても人なつっこく、よく足にまとわりつくため、踏まれることが多い。
シャム
シャム猫。飼い猫。臆病で人が来ると逃げる。グレ・ミケ・ハーの3匹を相手にケンカし、勝利した。
無彩色ファミリー
梶原家の付近の神社に住み着いている猫たち。白猫、黒猫、白黒のぶち猫、グレーの猫だけで構成されているので、空からこう名づけられた。
ジャオッド
梶原家の付近に現れた厳つい顔の野良の白猫。ハーと鳴く。オッドアイ。人馴れしておらず他の猫との仲も悪いが、エサをもらう時だけは寄ってくる。
名前の由来は、オッドアイであることから青が「じゃオッドでいいんじゃない？」と言ったところから（もちろん青は「オッド」と提案していた）。
モデルとなった猫の写真が単行本第6巻のカバー折り返しに掲載されている。
ベー
野良猫。毛がベージュ色をしていることから空に名づけられた。賢い猫で、喉が渇くと、公園の水のみ場にやってきて水を出してくれる人を待ち構える。
斑な猫
学校近辺に現れた野良の子猫。まだら模様をしている。
モデルとなった猫の写真が単行本第9巻のカバー折り返しに掲載されている。
ひげ/ほくろ
学校近辺に現れた、2匹の白と黒のブチ猫。顔の柄がそれぞれ口ひげとほくろを思わせることから、空によって安直に名づけられた。

## 舞台
劇中の舞台のモデルについて、作者の小箱とたんは「モデルというより、自然と知っているもののイメージ」になっていると語っている。アニメの取材協力スタッフとして福岡県立太宰府高等学校芸術科が明記されており、モデルとなっている学校にアニメ制作スタッフが制作前にロケハンに訪れた。

### 主な舞台
高校
男女共学で、制服は男女ともにブレザーである。付近は自然が多く、道にはカエルが飛び回り、夏の夜は蛍が群舞する。草むらにはオナモミやジュズダマが自生している。アニメでは取材協力校の福岡県立太宰府高等学校、雑餉隈近辺（とくに雑餉隈2号踏切（グルメシティ）近辺）の風景や西鉄天神大牟田線・西鉄バス沿線の風景（志免鉱業所跡地立坑櫓、筑紫平野など）を近隣のように織り交ぜてある。
美術部
基本的に部活動は美術室で行われる。そのため、活動は並べられている机を片付けてから行われる。

## 単行本
マッグガーデンより刊行されている。『出張版』収録分は4コマ出張版を除き、コマ割り漫画となっている。また、第4巻と同時発売の『スコアブック〜小箱とたん作品集〜』（ISBN 978-4-86127-427-5）にショートコミックスペシャル「つちのこ」が収録されている。これも4コマではなく、コマ割りとなっている。
- 第1巻（2003年5月10日発売・2003年6月10日初版発行） ISBN 4-901926-50-0
- 第2巻（2005年1月11日発売・2005年2月11日初版発行） ISBN 4-86127-109-6
- 第3巻（2006年1月10日発売・2006年2月10日初版発行） ISBN 4-86127-229-7
- 出張版（2006年1月10日発売・2006年2月10日初版発行）ISBN 4-86127-230-0
- 第4巻（2007年9月10日発売・2007年10月10日初版発行）ISBN 978-4-86127-426-8
- 第5巻（2008年3月28日発売・2008年4月28日初版発行） ISBN 978-4-86127-491-6
- 第6巻（2009年6月10日発売・2009年6月25日初版発行） ISBN 978-4-86127-630-9
- 第7巻（2010年10月9日発売・2010年10月24日初版発行）ISBN 978-4-86127-776-4
- 第8巻
  - 通常版（2012年1月10日発売・2012年1月25日初版発行） ISBN 978-4-86127-934-8
  - 初回限定版（2012年1月10日発売・2012年1月25日初版発行） ISBN 978-4-86127-930-0
- 第9巻
  - 通常版（2013年5月10日発売・2013年5月15日初版発行） ISBN 978-4-80000-149-8
  - 初回限定版（2013年5月10日発売・2013年5月15日初版発行） ISBN 978-4-80000-117-7
- 第10巻
  - 通常版（2014年6月3日発売・2014年6月18日初版発行） ISBN 978-4-80000-318-8
  - 初回限定版（2014年6月3日発売・2014年6月18日初版発行） ISBN 978-4-80000-296-9
- 第11巻（2015年5月9日発売・2015年5月24日初版発行） ISBN 978-4-80000-455-0
- 第12巻（2016年10月8日発売・2016年10月初版発行） ISBN 978-4-80000-619-6
- 第13巻（2018年7月10日発売・2018年7月初版発行） ISBN 978-4-80000-786-5
- 第14巻（2019年9月10日発売・2019年9月初版発行） ISBN 978-4-80000-894-7

小箱とたん監修の公式ガイドブック『スケッチブック パーフェクトワークブック』がマッグガーデンより刊行されている。
- パーフェクトワークブック（2007年12月発売・2008年1月4日発行） ISBN 978-4-86127-462-6

## テレビアニメ
2007年10月から同年12月までテレビ東京系列で『スケッチブック 〜full color's〜』（スケッチブック フルカラーズ）のタイトルで放送されていた。1話完結のオリジナルストーリーに原作のエピソードを加えた内容となっている。全13話。アニメ独自の要素として、根岸大地の妹である「根岸みなも」が登場している。また、舞台となる高校のモデルは福岡県立太宰府高等学校であるが、福岡県にはテレビ東京のネット局であるTVQがあるものの、地上波放送はされなかった。
DVDは全6巻がリリースされ、各巻には映像特典としてオリジナルストーリーのピクチャードラマが収録される。

### 制作
主なスタッフはテレビアニメ『ARIA』のテレビシリーズの制作経験者で掲載誌も同じ『月刊コミックブレイド』であることからか、第1回にはボウリング場のマスコットキャラクターとして、第3回では宅配トラックおよび缶ジュースのキャラクターとしてアリア社長が登場し、また、本作の後番組が『ARIA The ORIGINATION』である関係もあり、最終回のエンドカードでは空とミケとともに『ARIA』の主人公である水無灯里とアリア社長が「共演」し、引き継ぎのような場面が描かれている。
オリジナルキャラクターであるみなもは、美術部を舞台とした作品に対して、絵を描かない視聴者のための目線として導入されたもので、キャラクターデザインは原作者である小箱とたんによるものである。
声優陣については、空、夏海、葉月および根岸兄妹についてオーディションが行われ（みなも役の日笠陽子はテレビアニメ初出演となった）、それ以外の声優については監督の平池芳正と音響担当によって決定された。その声優の多くは平池が監督を務めたアニメ『SoltyRei』の出演者と重複している。

### 原作との相違
アニメでは基本的に1話ごとにおおまかなストーリーが流れるように作られており、そのストーリーに合わせて原作の4コマやストーリー漫画が取り入れられている。取り入れるのが4コマのみの場合にはオリジナルのストーリーの合い間にいくつもの4コマが組み込まれるという形になり（第1話や第2話、第9話など）、出張版のストーリー漫画を取り入れている場合には、1つあるいは2つのストーリー漫画をアニメのストーリーの基本骨格に据えたうえでその中に4コマやオリジナルを組み込んだり（第4話や第5話、第6話）、アニメオリジナルのストーリーの内部にストーリー漫画をいくつかの場面に分けつつ埋め込んだり（第7話や第8話、第11話）といった形を採っている。例を挙げると第9話では学校のテスト勉強をめぐる物語が展開され、その中でストーリーの状況に合わせて原作の4コマ（勉強法が何かないかという場面では美術部の先輩に聞きにいく一連の4コマ、合同勉強中にはイタズラのネタ、何のために勉強するのかという場面では栗原渚の将来の夢のネタ）が用いられている。出張版のストーリー漫画「梶原さんと雨の山」が基本のプロットとして用いられた第4話では、その合い間や前後にオリジナルの部分が付け加えられ、その中で原作では別のシチュエーションだった4コマ（ナナフシと触れ合うネタ、麻生夏海の飼い犬がバテているネタ、鳥飼葉月の買い物での検討ネタなど）が組み込まれている。アニメのストーリーでは様々なキャラクターを映しつつも基本的に主人公の梶原空の目線で描かれ、時折その空のモノローグや心の声が差し挟まれるという方針が採られている（空役のオーディションでは「梶原さんと雨の山」での空のモノローグが用いられた）。

### スタッフ
- 原作 - 小箱とたん「スケッチブック」（連載『月刊コミックブレイド』マッグガーデン刊）
- 監督 - 平池芳正
- 監修 - 佐藤順一
- シリーズ構成・脚本 - 岡田麿里
- キャラクターデザイン・総作画監督 - 杉本功
- 衣装デザイン - 吉川美貴
- 美術監督 - 田尻健一
- 色彩設計 - 坂本いづみ
- 撮影監督 - 伊藤邦彦
- 編集 - 坪根健太郎
- 音響監督 - 鶴岡陽太
- 音楽 - 村松健
- プロデューサー - 田頭伸哉、紅谷佳和、飯塚寿雄、淺香敏明、春田克典
- アニメーションプロデューサー - 金子文雄
- アニメーション制作 - ハルフィルムメーカー
- 製作 - full color's（マッグガーデン、松竹、メディアファクトリー、TYO、AT-X）

### 主題歌
オープニングテーマ
「風さがし」
作詞 - 高月みたか / 作曲・編曲 - 鈴木智文 / 歌 - 清浦夏実
Page.01からPage.11までとPage.13のオープニングテーマとして使用された。なお、オープニングアニメーションの一部は本編中の登場キャラクターにあわせて回ごとに変更されている。
「夏の記憶」
作詞・歌 - 清浦夏実 / 作曲 - 前口渉 / 編曲 - 鈴木Daichi秀行
Page.12のオープニングテーマとして使用された。
エンディングテーマ
「スケッチブックを持ったまま」
作詞・作曲 - 大江千里 / 編曲 - 清水信之 / 歌 - 牧野由依
Page.01からPage.12までのエンディングテーマとして使用された。オープニング同様エンディングアニメーションも複数のバージョンがある。
「たんぽぽ水車」
作詞 - 河井英里 / 作曲 - 村松健 / 歌 - 花澤香菜、中世明日香、牧野由依
Page.13のエンディングテーマとして使用された。
挿入歌
「遠くまで行こう」
作詞 - 岡崎葉 / 作曲・編曲 - 鈴木智文 / 歌 - 牧野由依
Page.04とPage.09の挿入歌として使用された。

### 各話リスト
| 話数    | サブタイトル              | 絵コンテ   | 演出              | 作画監督     | DVD収録 |
| ------- | ------------------------- | ---------- | ----------------- | ------------ | ------- |
| Page.01 | スケッチブックの少女      | 平池芳正   | 唐戸光博          | 藤本さとる   | 第1巻   |
| Page.02 | いつもの風景              | 福田道生   | 名取孝浩          | 河野稔       | 第1巻   |
| Page.03 | 青の心配                  | 田所修     | 奥野耕太          | 上田幸一郎   | 第2巻   |
| Page.04 | 三人だけのスケッチ大会    | 佐藤順一   | 筑紫大介          | 塩川貴史     | 第2巻   |
| Page.05 | ねこねこの日              | 佐山聖子   | 小高義規          | 藤本さとる   | 第3巻   |
| Page.06 | 夏の想ひ出                | 平池芳正   | 奥野耕太          | 海堂ひろゆき | 第3巻   |
| Page.07 | 9月の日に…                | 小野勝巳   | 唐戸光博          | 上田幸一郎   | 第4巻   |
| Page.08 | ラジカセと少女の二本立て  | 田所修     | 筑紫大介          | 塩川貴史     | 第4巻   |
| Page.09 | ナニかの為に              | 福田道生   | 名取孝浩          | 速水広一     | 第5巻   |
| Page.10 | 出会いの先                | 木村隆一   | 佐藤清光          | 梶浦紳一郎   | 第5巻   |
| Page.11 | 風邪の日と、ねこねこpart3 | 佐山聖子   | 山本寛            | 三間カケル   | 第6巻   |
| Page.12 | スケッチブックの日        | もりたけし | 小高義規          | 上田幸一郎   | 第6巻   |
| Page.13 | ひとりぼっちの美術部      | 田所修     | 唐戸光博 平池芳正 | 藤本さとる   | 第6巻   |

### 放送局
| 放送地域   | 放送局     | 放送期間                 | 放送日時           | 放送系列       | 備考                            |
| ---------- | ---------- | ------------------------ | ------------------ | -------------- | ------------------------------- |
| 関東広域圏 | テレビ東京 | 2007年10月1日 - 12月24日 | 月曜 26:00 - 26:30 | テレビ東京系列 |                                 |
| 愛知県     | テレビ愛知 | 2007年10月1日 - 12月24日 | 月曜 26:35 - 27:05 | テレビ東京系列 |                                 |
| 大阪府     | テレビ大阪 | 2007年10月3日 - 12月26日 | 水曜 26:25 - 26:55 | テレビ東京系列 |                                 |
| 日本全域   | AT-X       | 2007年10月4日 - 12月27日 | 木曜 10:30 - 11:00 | CS放送         | 製作委員会参加 リピート放送あり |

### 連続ピクチャードラマ
DVD各巻収録の映像特典ピクチャードラマ。全6話。5人で旅館に旅行に行くエピソード。シナリオは岡田麿里書き下ろし。
スタッフ
- シナリオ - 岡田麿里
- 演出 - 平池芳正
- 作画 - 杉本功

サブタイトル
1. 第1回 「さあ♪旅のおともにスケッチブック」
2. 第2回 「よっ!水着とカニとスケッチブック」
3. 第3回 「よし!みんなで作ろう旅館の晩御飯」
4. 第4回 「はぁ〜♪みんなそろって、いい湯だな」
5. 第5回 「ひそひそ。乙女たちの夜はふけて……」
6. 第6回 「あぁ…。 海辺のスケッチ」

### 関連商品

#### DVD
以下全6巻
1. 2008年1月 ZMBZ-3811
2. 2008年2月 ZMBZ-3812
3. 2008年3月 ZMBZ-3813
4. 2008年4月 ZMBZ-3814
5. 2008年5月 ZMBZ-3815
6. 2008年6月 ZMBZ-3816

- 発売：松竹株式会社映像商品部
- 販売：メディアファクトリー

#### サウンドトラック
sound sketch book
2007年11月21日発売。劇中のBGMは村松健によるものである。

#### ドラマCD
- Sketch Book Stories 〜前夜祭〜
  - 2007年12月27日発売（VTCL-60016）
  - 発売元：JVCエンタテインメント、販売元：ビクターエンタテインメント
  - 文化祭前の美術部での出来事を中心としたストーリー、『スケッチブック 〜Full Color's〜』Page.13のエンディングテーマ「たんぽぽ水車」を収録。

収録
1. 文化祭への道 [10分17秒]
2. 究極のヤキソバ [11分05秒]
3. 一杯の天ぷらそば [5分09秒]
4. やるきな美術部 [8分55秒]
5. 流れ星きらきら [3分46秒]
6. たんぽぽ水車 [4分06秒]
  - 歌 - 花澤香菜、中世明日香、牧野由依
  - 作詞 - 河井英里 / 作曲 - 村松健

キャスト
- 花澤香菜（梶原 空）
- 中世明日香（麻生 夏海）
- 牧野由依（鳥飼 葉月）
- 田村ゆかり（栗原 渚）
- 近江知永（佐々木 樹々）
- 田坂英樹（須尭 雨情）
- 斎藤桃子（空閑 木陰）
- 広橋涼（春日野 日和）
- 浅野真澄（田辺 涼）
- 桑谷夏子（氷室 風）
- 能登麻美子（大庭 月夜）
- 後藤邑子（ケイト）
- 下野紘（根岸 大地）
- 小清水亜美（神谷 朝霞）
- 大原さやか（梶原 青）
- 日笠陽子（根岸 みなも）

## インターネットラジオ
アニメ『スケッチブック 〜full color's〜』の放映に際し、インターネットラジオ『スケッチブック ほんわからじお』がアニメイトTV、メディファクラジオにて配信された。
パーソナリティは花澤香菜（梶原空役）、中世明日香（麻生夏海役）、牧野由依（鳥飼葉月役）。

### 配信情報
配信局
- アニメイトTV
- メディファクラジオ

配信スケジュール
- アニメイトTV：隔週金曜更新（2007年9月28日 - 2008年1月11日）
- メディファクラジオ：隔週月曜更新（2007年10月1日 - 2008年1月14日）

パーソナリティ
- 花澤香菜（梶原空 役）
- 中世明日香（麻生夏海 役）
- 牧野由依（鳥飼葉月 役）

スタッフ
- 構成作家 - 小林治

### コーナー
- アニメ・原作漫画の感想
- 今日のスケッチ
- 全国一斉美術部レポート
- ねこカン
- ふつおた

### ゲスト
- 平池芳正（#2）

### エピソード
- 主に作品の話やメールを元にフリートークを行うため、パーソナリティの3人にまつわる話が出てくる（中世が27歳（当時）にして小学生に間違われたこと、花澤の干し芋への愛着など）。
- 牧野が欠席した際、中世は花澤のマイペースぶりをフォローするのが精一杯で、花澤、中世ともに「進行してくれる人がいない」、「牧野さん、早く帰ってきて」と言っていた。
- 原作単行本に、『スケッチブック』仕様の特典しおりが数種類、ランダムで封入されているのを知った花澤が「全部見たいので、番組に送ってください」と言ったら、後日、全種類揃えたリスナーから画像が送られてきた。